# Josip Torbar
Josip Torbar (1824–1900) fue un científico natural, educador y político croata.
Torbar nació en Krašić. Fue ordenado sacerdote católico en 1849 y publicó trabajos científicos en biología, geología, meteorología e historia de la ciencia.
En 1866 Torbar se convirtió en uno de 12 miembros originales de la Academia Yugoslava de Ciencias y Artes. Sirvió como su presidente desde 1890 hasta su muerte. Fue un cofundador y el presidente de la Asociación de Montañismo Croata.